# Адансония мадагаскарская
Адансо́ния мадагаска́рская (лат. Adansonia madagascariensis) — вид лиственных деревьев из рода Адансония семейства Мальвовые (Malvaceae). Эндемик Мадагаскара, где является обитателем мадагаскарских сухих лиственных лесов. Внешним видом напоминает африканский Баобаб (Adansonia digitata).

## Описание
Адансония мадагаскарская может достигать от 5 до 25 м в высоту. Деревья имеют гладкую светло-серую кору. Листья обратнояйцевидные, до 10 см в длину и от 3 до 4 см шириной. Край листа ровный. Цветки розовые, появляются с февраля по апрель. Плоды созревают в ноябре, имеют округлую или вытянутую яйцевидную форму.

## Ареал
Встречается на северо-западе Мадагаскара в провинциях Махадзанга и Анциранана.